# پیوتر پوچینچوک
پیوتر پوچینچوک (بلاروسی: Пётар Іванавіч Пачынчук؛ ۲۶ ژوئیهٔ ۱۹۵۴ – ۱ دسامبر ۱۹۹۱) ورزشکار دو و میدانی اهل بلاروس بود.